# Барон Фермой

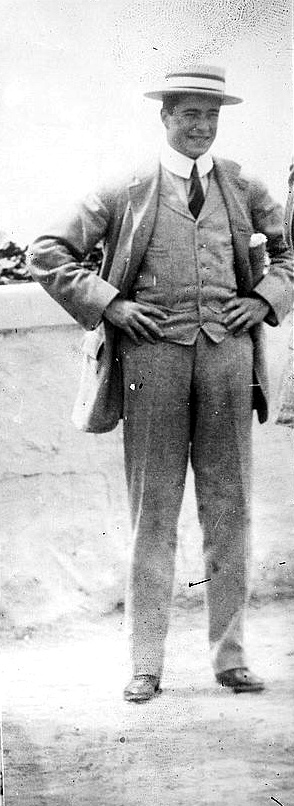
Моріс Роше – IV барон Фермой.

Барон Фермой (англ. Baron Fermoy) – аристократичний титул в перстві Ірландії.

## Історія Баронів Фермой
Титул Баронів Фермой був створений королевою Великої Британії та Ірландії Вікторією І 10 вересня 1856 року для Едмонда Роше. Спочатку титул барона для аристократів Роше створювали 14 травня 1955 року, але потім цей титул було визнано недійсним. Відповідно до Акту створення Об’єднаного Королівства Великої Британії та Ірландії 1800 року більша частина титулів ірландських перів повинна була зникнути. Трьома зниклими титулами пера Ірландії були віконти Мельбрун, Тірконел та граф Маунтрат. Але хоча титул графа Маунтрат зник 1802 року зі смертю VII графа Маунтрат, титул барона Кастл Кут зберігся до 1827 року. У результаті цих подій Комітет привілеїв палати лордів Великої Британії та Ірландії визнав, що хоч і кількість перів скоротилася в 1802 році, наявність стількох перів в Ірландії протирічить Акту Об’єднання і створення титулу в 1855 році протирічить Акту Об’єднання. Документ 1856 року замінив титул графа Маунтрат та титул віконта О’Ніл.
І барон Фермой – Едмонд Роше був депутатом Палати громад парламенту Об’єднаного Королівства Великої Британії та Ірландії і представляв графство Корк, потім Мерілебон. Потім він отримав посаду лорд-лейтенанта графства Корк. Його прямим предком був Моріс Фітц-Едмунд Роше – мер Корка, що помер у 1593 році. Едмонд Роше народився 9 серпня 1815 року в графстві Корк, Ірландія, в сім'ї Едварда Роше (1771 – 1855) та його дружини Маргарет Гонорії Кертейн (1786 – 1862). Його назвали на честь його далекого родича Едмунда Берка (1729 – 1797). Він був обраний до британської палати громад від графства Корк у 1837 році і був депутатом до 1855 року (спочатку він був в партії, що виступала за скасування акту об’єднання Великої Британії та Ірландії, потім приєднався до партії вігів), а потім представляв Мерілебон у 1859 - 1865 роках і належав до партії лібералів (вігів). З 1856 по 1874 рік він служив лордом-лейтенантом графства Корк. 22 серпня 1848 року Едмонд Роше одружився з Елізабет Керолайн Бутбі (1821 – 1897) - дочкою Джеймса Браунелла Бутбі (1791 – 1850) з абатства Твіфорд та його дружини Шарлотти Каннінгем (1799 – 1893). У них було семеро дітей – 4 сини і 3 дочки.
Титул успадкував спочатку його старший син, що став ІІ бароном Фермой, а потім його молодший син, що став ІІІ бароном Фермой. Він став депутатом парламенту від Керрі Іст. Титул успадкував його син, що став IV бароном Фермой. Він був депутатом парламенту і представляв Кінгс Лінн. ІІІ барон Фермой народився в 1851 році в абатстві Твіфорд, Міддлсекс, у родині Едмонда Роше – І барона Фермой і його дружини Елізи Керолайн, уродженої Бутбі. Він здобув освіту в Трініті-коледжі (Кембридж). У 1896 році він балотувався як кандидат від ірландських націоналістів-антипарнелітів на додаткових виборах у Керрі-Іст на місце в парламенті Об’днаного Королівства. Націоналісти розділилися на дві фракції після того, як лідер партії Чарльз Стюарт Парнелл був замішаний в скандал. Спочатку Роше підтримували як парнеліти, так і антипарнеліти, поки не виявилося, що він сам замішаний в скандал. Під час кампанії Роше публічно заперечував, що знав про розлучення або що він покинув дружину та дітей. Незважаючи на те, що він здобув місце, протилежний кандидат від юніоністів отримав найвищу кількість голосів, коли-небудь записаних за кандидата від юніоністів у Керрі-Іст. Він відслужив один термін і не балотувався на наступних загальних виборах 1900 року. Він відвідав Сполучені Штати, де познайомився з Френсіс Еллен Ворк (1857 – 1947). Незабаром після цього, 22 вересня 1880 року, вони одружилися в Крайст-Черч, Нью-Йорк. Шлюб не був вдалим, і вони розлучилися в грудні 1886 року. 3 березня 1891 року у Вілмінгтоні, штат Делавер, вона отримала документи на розлучення. Разом у них було четверо дітей (дві дочки, потім сини-близнюки). 1 вересня 1920 року він успадкував титул барона від свого старшого брата. Всього через два місяці він помер в Артілері-Меншн,  Вестмінстер, Лондон, у віці 69 років. Його поховали на кладовищі Сент-Мерілебон у Іст-Фінчлі 3 листопада 1920 року.
Едмунд Моріс Берк Роше – IV барон Фермой (15 травня 1885 — 8 липня 1955) Був відомим політиком, належав до партії консерваторів. Він був дідом по матері Діани, принцеси Уельської. Він народився 15 травня 1885 року в Челсі, Лондон, був старшим із синів-близнюків його світлості Джеймса Роше (ІІІ барона Фермой) і його американської дружини Френсіс Еллен Ворк. Джеймс Роше розлучився з нею в грудні 1886 року, коли він погодився передати опіку над синами батькові своєї дружини, біржовому маклеру-мультимільйонеру Френку Ворку, в обмін на те, щоб Ворк сплатив борги Роше. Едмун Моріс Берк Роше здобув освіту в Гарвардському університеті, який закінчив у 1909 році. Як умова їхнього успадкування, Ворк передбачав, що Моріс і його брат-близнюк Френсіс «приймуть і збережуть прізвище «Ворк» замість прізвища «Роше» і не повинні подорожувати Європою або одружуватися з європейками. Моріс проігнорував ці умови. Він повернувся до Англії після того, як у 1920 році отримав ірландське титул барона Фермой від свого батька. Він був натуралізованим американським громадянином, але відновив британське підданство після того, як він отримав титул барона. Він орендував у королівської родини Парк-Хаус в Сандрінгемі, Норфолк. На загальних виборах 1924 року він висувався і виграв вибори у місцевому парламентському виборчому округу Кінгс Лінн, був депутатом, поки не залишив мандат на загальних виборах 1935 року. У 1931 році його також обрали міським головою. 17 вересня 1931 року лорд Фермой одружився з Рут Сільвією Гілл – молодшою дочкою полковника Вільяма Гілла. Весілля відбулось у Сент-Девенікс, Білдсайд, Абердиншир. У них було троє дітей: 2 дочки і син. Лорд Фермой приєднався до Королівських військово-повітряних сил у 1939 році на початку Другої світової війни, але коли депутат парламенту від Кінгс-Лінна був убитий на війні в 1943 році, він пішов у відставку і балотувався на виборах. Він пішов з політики, коли парламент був розпущений на загальних виборах 1945 року. Лорд Фермой був членом стрілецької групи, організованої королем Георгом VI 5 лютого 1952 року на території Сандрінгема, що стало останнім днем життя короля. У червні 1955 року лорд Фермой впав у магазині в Кінгс-Лінн, Норфолк, і помер через три тижні. Титул успадкував його єдиний син.
Нині цей титул належить його онуку ІІІ барона Фермой, що став VI бароном Фермой успадкувавши титул від свого батька в 1884 році.
Історичною резиденцією баронів Фермой є Нктеркот-Хаус, що біля селища Нетеркот, що Ворвікширі. 
Барони Фермой споріднені з давнім аристократичним родом Берк і відповідним ірландським кланом. І барона Фермой назвали на честь його родича Едмунда Берка.
Діана – принцеса Уельська була праправнучкою І барона Фермой через свою матір Френсіс Шанд Кідд. Шанд Кідд була молодшою дочкою IV барона Фермой – подругою короля Георга VI і старшого із синів-близнюків американської спадкоємиці Френсіс Еллен Ворк і її першого чоловіка – його світлості Джеймса Бутбі Берка Роше, що після їхнього розлучення став ІІІ бароном Фермой. Бабуся Діани по материнській лінії - Рут Роше – баронеса Фермой була довіреною особою і фрейліною королеви Єлизавети, королеви-матері, а також засновницею щорічного Кінгс-Ліннського фестивалю класичної музики в Норфолку, Англія.

## Барони Фермой (1856)
- Едмонд Берк Роше (1815 – 1874) – І барон Фермой
- Едвард Фітц Едмунд Берк Роше (1850 – 1920) – ІІ барон Фермой
- Джеймс Бутбі Берк Роше (1851 – 1920) – ІІІ барон Фермой
- Едмунд Моріс Берк Роше (1885 – 1955) – IV барон Фермой
- Едмунд Джеймс Берк Роше (1939 – 1984) – V барон Фермой
- Патрік Моріс Берк Роше (1967 р. н.) – VI барон Фермой

Імовірним спадкоємцем титулу є брат нинішнього власника титулу його світлість Едмунд Х’ю Берк Роше (1972 р. н.). Спадкоємцем імовірного спадкоємця титулу є його син Арчі Едмунд Роше (2007 р. н.).